# Praat
Praat is een opensource programma om spraak te analyseren en te manipuleren op signaalbasis. Ook kan men er afbeeldingen van bijvoorbeeld het spraaksignaal en van spectrogrammen mee creëren. De broncode van het programma is vrijgegeven onder de GPL-3.0+. Praat wordt veel gebruikt binnen de taal- en communicatiewetenschap.
Praat is geschreven door Paul Boersma en David Weenink van de leerstoelgroep Fonetische Wetenschappen van de Universiteit van Amsterdam. Er zijn versies voor Windows, Mac, Linux en andere Unix-varianten. 